# Luca Barbarossa
Luca Barbarossa (Roma, 15 de abril de 1961) es un cantautor italiano.

## Trayectoria artística
En 1980, Barbarossa ganó el Festival de Música de Castrocaro, donde fue descubierto por un productor de la discográfica Fonit Cetra, quien le firmó un contrato discográfico. Como ganador de Castrocaro, fue elegible para competir en el Festival de la Canción de San Remo de 1981, donde terminó cuarto con la canción escrita por él mismo "Roma spogliata". Su primer álbum homónimo fue lanzado ese mismo año y realizó una gira como telonero de Riccardo Cocciante. El álbum y los sencillos lanzados a partir de él no tuvieron un éxito notable y las relaciones con Fonit Cetra se deterioraron, lo que llevó a la salida de Barbarossa del sello y firmó entonces por CBS. En 1986 participó nuevamente en el Festival de San Remo con "Via Margutta", pero sólo logró el puesto 18. Otra entrada de San Remo en 1987 resultó en el noveno lugar con "Come dentro un film", que también fue el título del primer álbum que lanzó para CBS ese mismo año. Logró su mejor ubicación en San Remo hasta la fecha en 1988 con "L'amore rubato" terminando tercero.
En 1988, Barbarossa fue elegido por la emisora RAI como representante italiano de Eurovisión con la canción "Vivo (Ti scrivo)". Participó en el 33º Festival de la Canción de Eurovisión, celebrado el 30 de abril en Dublín, donde "Vivo (Ti scrivo)" terminó en el puesto 12 de 21 entradas.
Posteriormente ganó el Festival de San Remo de 1992 en su quinto intento con "Portami a ballare", una canción dedicada a su madre. En la década de 1990 lanzó cuatro álbumes de estudio y un álbum en vivo. En 1996, otra entrada de San Remo con "Il ragazzo con la chitarra" quedó en el puesto 12. En 2001 se publicó un álbum recopilatorio de sus canciones más populares, con dos temas inéditos.
La siguiente participación de Barbarossa en San Remo se produjo en 2003, con el "Fortuna" terminando décimo. Lanzó un álbum con el mismo nombre ese año, antes de suspender su carrera discográfica durante cuatro años. Regresó con un sencillo, "Aspettavamo il 2000" en 2007, antes de lanzar Via delle storie infinita, su primer álbum en cinco años, en 2008.
Barbarossa participaría en el festival dos veces más: en 2011, y 7 años después: la primera canción fue "Fino in Fondo", interpretada a dúo con la cantante española Raquel del Rosario. La canción quedó en octavo lugar, y después de Sanremo publicó una recopilación llamada "Barbarossa Social Club", en colaboración con artistas como Max Gazzè y Roy Paci, entre otros. Su canción de Sanremo de 2018, "Passame er sale", se interpretó en el dialecto romanesco del italiano, un dialecto del idioma italiano que se habla en su Roma natal. La canción le daría otro resultado entre los 10 primeros, terminando en el séptimo lugar, y le valió un premio Lunezia.

## Discografía
- 1981: Luca Barbarossa
- 1987: Come dentro un film
- 1988: Non tutti gli uomini
- 1989: Al di là del muro
- 1992: Cuore d'acciaio
- 1993: Vivo (en directo)
- 1994: Le cose da salvare
- 1996: Sotto lo stesso cielo
- 1999: Musica e parole
- 2001: Viaggio di ritorno
- 2003: Fortuna
- 2008: Via delle storie infinite
- 2011: Barbarossa Social Club
- 2015: Radio Duets - Musica Libera (en directo)
- 2018: Roma è de tutti
- 2023: La verità sull'amore

## Participaciones en el Festival de San Remo
- 1981: "Roma spogliata" – 4º
- 1986: "Via Margutta" – 18º
- 1987: "Come dentro un film" – 9º
- 1988: "L'amore rubato" – 3º
- 1992: "Portami a ballare" – 1º
- 1996: "Il ragazzo con la chitarra" – 12º
- 2003: "Fortuna" – 10º
- 2011: "Fino in fondo" Feat. Raquel del Rosario 8º
- 2018: "Passame er sale" – 7º